# توماس ام. رایت
توماس ام. رایت (به انگلیسی: Thomas M. Wright) (زاده ۲۲ ژوئن ۱۹۸۳) بازیگر، نویسنده، کارگردان و تهیه‌کننده استرالیایی است. او به عنوان بازیگر در سریال بالای دریاچه ساخته جین کمپیون مورد توجه قرار گرفت و برای آن نامزد دریافت جایزه بهترین بازیگر نقش مکمل مرد در جوایز منتخب منتقدان (آمریکا-کانادا) شد. او همچنین فیلم دلهره‌آور، غریبه را کارگردانی کرد که درجشنواره فیلم کن ۲۰۲۲ ظاهر شد.